# Una mujer sin importancia (película)
 Una mujer sin importancia es una película en blanco y negro de Argentina dirigida por Luis Bayón Herrera sobre su propio guion escrito en colaboración con Arturo S. Mom según la obra homónima de Oscar Wilde que se estrenó el 1 de marzo de 1945 y que tuvo como protagonistas a Mecha Ortiz, Santiago Gómez Cou, Golde Flami y Hugo Pimentel. La película contó con la colaboración de León Klimovsky como supervisor guionista.

## Sinopsis
Después de haber sido abandonada, una mujer tiene un hijo que veinte años después, es reclamado por su padre.

## Reparto
- Mecha Ortiz	 ...	Raquel Miramar
- Santiago Gómez Cou	 ...	Jorge Nájera
- Golde Flami	 ...	Sra. Allamby
- Hugo Pimentel	 ...	Gerardo Miramar
- Lidia Denis	 ...	Esther Jaunarena
- Blanca Vidal	 ...	Juana
- Lucía Barause	 ...	Vecina
- Sara Barrié	 ...	Carolina
- Yolanda Alessandrini	 ...	Sra.Sutfield
- Yuki Nambá	 ...	Vecina 2
- Lea Briand	 ...	Mujer 1
- Margarita Burke	 ...	Mujer 2
- César Mariño	 ...	Juan
- Carlos Enríquez
- Carlos A. Gordillo
- Luis Quiles
- Fanny Stein
- Pablo Donatti
- Milka Jubel
- Chola Rossi

## Comentarios
Manrupe y Portela dicen que es una película dedicada al público femenino y Roland en su crónica en Crítica escribió:

"Algunos cortes destinados a suprimir ligeras actitudes y gestos que afectan inesperadamente la seriedad de ciertas escenas habrían sido convenientes"